# یورک‌تاون (ایندیانا)
یورک‌تاون (به انگلیسی: Yorktown) یک شهرک در ایالات متحده آمریکا است که در ایالت ایندیانا واقع شده‌است. یورک‌تاون ۸۳٫۳۲ کیلومتر مربع مساحت و ۹٬۴۰۵ نفر جمعیت دارد و ۲۷۵ متر بالاتر از سطح دریا واقع شده‌است.